# تومي هندرسون (لاعب كرة قدم بريطاني)
تومي هندرسون (بالإنجليزية: Tommy Henderson)‏ (25 يوليو 1943 في المملكة المتحدة - ) هو لاعب كرة قدم بريطاني في مركز الوسط. لعب مع ستوكبورت كونتي وسويندون تاون وليدز يونايتد ونادي بوري ونادي سانت ميرين ونادي سلتيك وهارت أوف ميدلوثيان ونادي ألترينتشام وهايلاندز بارك ‏ ونادي هيلانك وJewish Guild ‏ وكورك هايبرنيانز ‏.

## وصلات خارجية
- تومي هندرسون على موقع قاعدة بيانات كرة القدم.إي يو (الإنجليزية)